# Electronic Earth
Electronic Earth è il primo album discografico in studio del musicista britannico Labrinth, pubblicato nel 2012.

## Tracce
1. Climb on Board – 3:58 (Timothy McKenzie, Marc Williams)
2. Earthquake (featuring Tinie Tempah) – 3:31 (McKenzie, Williams, Patrick Okogwu)
3. Last Time – 4:23 (McKenzie, Williams)
4. Treatment – 4:30 (McKenzie, Rami Yacoub, Carl Falk)
5. Express Yourself – 4:03 (McKenzie, Charles Wright)
6. Let the Sun Shine – 2:59 (McKenzie)
7. Beneath Your Beautiful (featuring Emeli Sandé) – 4:31 (McKenzie, Emeli Sandé, Mike Posner)
8. Sundown – 5:06 (McKenzie, Williams, Joni Mitchell)
9. Sweet Riot – 5:02 (McKenzie)
10. Vultures – 4:17 (McKenzie, Claude Kelly, Wayne Hector)

## Classifiche
| Classifica (2012–13)                | Posizione raggiunta |
| ----------------------------------- | ------------------- |
| Regno Unito (Official Albums Chart) | 2                   |